# Chlorophytum malabaricum
Chlorophytum malabaricum är en sparrisväxtart som beskrevs av John Gilbert Baker. Chlorophytum malabaricum ingår i släktet ampelliljor, och familjen sparrisväxter. Inga underarter finns listade i Catalogue of Life.